# Hagnagora lex
Hagnagora lex är en fjärilsart som beskrevs av Druce 1885. Hagnagora lex ingår i släktet Hagnagora och familjen mätare. Inga underarter finns listade i Catalogue of Life.